# Opuntia stricta
Opuntia stricta (Haw.) Haw. è una pianta appartenente alla famiglia Cactaceae, diffusa in Sud America, Nord America, America Centrale e Caraibi.

## Descrizione
Si tratta di una pianta dal fusto molto ramificato ed appiattito, dal portamento eretto o strisciante e che normalmente misura tra i 50–100 cm, ma può raggiungere i 2 metri di altezza. Le pale o cladodi, più lunghi che larghi (10–35 cm di lunghezza, 7–20 cm di larghezza e 10–20 mm di spessore), sono di colore verde o verde-bluastro. Sono senza peli e coperte di piccole strutture rialzate (areole) ricoperte da piccola setole spinose (glochidi). che a volte possono presentare una o due lunghe spine (2–4 cm di lunghezza). In primavera e in estate produce fiori (di 7 cm di lunghezza e 6–8 cm di diametro) di colore giallo brillante, ma che spesso presentano sfumature rosate o rossastre sui petali esterni. I frutti immaturi sono di colore verde, ma diventano rosso-violacei man mano che maturano. Queste bacche (4–8 cm di lunghezza e 2,5–4 cm di larghezza) sono carnose e a forma di uovo, di solito hanno punte leggermente depresse. La polpa dei frutti è rossastra o violacea e contiene un gran numero di semi.
La pianta si riproduce per seme o attraverso le sue pale carnose, che una volta staccatesi producono radici. I semi si diffondono attraverso gli escrementi dei vari animali, uccelli e roditori che ne mangiano i frutti.

## Distribuzione e habitat
Predilige zone semi-aride, regioni subtropicali, tropicali e temperate calde. La specie è nota per invadere pendii rocciosi e le rive dei fiumi, nonché zone degradate, boschi aperti, praterie, pascoli, zone ripariali; cresce anche sui bordi delle strade, lungo le linee ferroviarie, in ambienti costieri, giardini e così via. 
Opuntia stricta è diffusa negli Stati Uniti (Texas, Alabama, Georgia, Mississippi, Florida e Sud Carolina), nelle Bahamas, Bermuda, e nei Caraibi, in Messico, Venezuela ed Ecuador.

È stata introdotta in molte parti del mondo come in Africa, Europa (principalmente in Sardegna e in Sicilia) e nel sud dell'Asia.
O. stricta è considerata una pianta invasiva in Sudafrica, Kenya e Australia dove è stata oggetto di uno dei primi esperimenti realmente efficaci di controllo biologico utilizzando la falena Cactoblastis cactorum.
È stata inserita nell'elenco delle 100 tra le specie esotiche invasive più dannose al mondo.

## Storia
Opuntia stricta è una delle piante più infestanti mai importate in Australia. Essa ebbe un impatto devastante sulla vita rurale dell'isola: priva di nemici naturali e trovandosi in un ambiente a lei congeniale, incominciò rapidamente a diffondersi nelle campagne e nei boschi australiani, convertendosi in una grave piaga.
La prima pianta di O. stricta giunse in Australia con le 11 navi della Prima Flotta, nel gennaio del 1788. Allo scopo di installare sull'isola un'industria di tintura, l'allora governatore, il capitano Arthur Phillip, ebbe la brillante idea di importare dal Brasile una certa quantità di piante, infestate da cocciniglia.
A quel tempo, il monopolio mondiale della tintura di cocciniglia era in mano alle industrie spagnole e portoghesi. La tintura rossa ricavata dagli insetti era importante per l'industria tessile e manifatturiera. Il colorante ricavato dalla spremitura degli insetti di cocciniglia era utilizzato per tingere le uniformi rosse dei soldati dell'esercito britannico e il Governo Britannico decise, quindi, di installare nella nuova colonia la propria fonte di rifornimento. 
Su incitamento di Sir Joseph Banks l'industria fu costruita presso la Botany Bay, attualmente parco nazionale a circa 15 chilometri dal centro di Sydney, luogo dove il capitano James Cook era sbarcato per la prima volta il 28 aprile del 1770, e dove la stessa Prima Flotta era sbarcata.
Poco si sa di questa prima piantagione, ma è stato stabilito che la specie di Opuntia era la cosiddetta smooth tree pear (Opuntia vulgaris), che si può ancora trovare lungo le coste del Nuovo Galles del Sud, ma non si rivelò mai un serio problema.

La specie che sconvolse l'Australia tra il 1900 e il 1930 fu la Opuntia stricta. Agli inizi del 1800, essa fu coltivata come pianta da frutta in una proprietà nel distretto di Parramatta. Si ha, inoltre, registrazione di una pianta che, nel 1839, fu trasferita da Parramatta a Scone, nel Nuovo Galles del Sud. Li fu piantata e cresciuta, prima in un giardino di una stazione, in seguito in vari terreni recintati, con l'idea che avrebbe potuto rappresentare un buon approvvigionamento per le scorte di cibo durante le annate più magre. Nel 1848, piante di O. stricta furono trasferite da Sydney a Warwick, nel Queensland, allo scopo di utilizzarle come piante da giardino, indicate per le siepi e recinzioni. Essa si acclimatò e si diffuse velocemente. I frutti venivano mangiati, le siepi potate e i resti gettati nei boschi. In questo modo, semi, mozziconi di cactus, talee e pale dell'Opuntia potevano radicare con facilità. Il clima favorevole e la totale mancanza di nemici naturali, rappresentarono le cause principali del sorprendente diffondersi di questa pianta.

L'Opuntia stricta cominciò a causare preoccupazione attorno al 1870, ma bisognò aspettare fino al 1886 perché fosse emanata la prima legge sulla sua distruzione, che obbligava i proprietari terrieri e i residenti delle campagne a distruggere il cactus.
Nel 1925 il suo proliferare era fuori da ogni controllo: 25 milioni di ettari erano invasi dalla pianta, ed essa si stava diffondendo ad un ritmo di mezzo milione di ettari all'anno. L'intricato bosco di cactus era in gran parte completamente invalicabile, sia dal bestiame che dall'uomo. Le spine di questo cactus, molto piccole, causavano irritazione, ferite e infiammazioni, penetrando nella lingua e nella bocca degli animali che tentavano di mangiare la pianta. Si insinuavano inoltre tra la lana delle pecore, causando disagio sia alle bestie sia agli addetti alla tosatura. Tutto questo, ovviamente, rappresentava un problema economico tutt'altro che irrisorio.

I tentativi di disboscamento, sia meccanico che chimico non avevano dato grandi effetti positivi. Furono utilizzati drastici metodi come quello di irrorare le piante con i fumi di miscele di arsenico, fatto bollire in enormi calderoni. Nel 1926 il rapporto annuale della commissione di vigilanza del Queensland riporta che 9.450.000 tonnellate di Opuntia furono trattate con 31.100 barili (da 4,5 kg e 9 kg) di pentossido di arsenico e 27.950 fusti di veleno Roberts Improved Pear, fusti la cui capacità variava dai 9 ai 190 litri. Tra il 1926 e il 1927 sempre nel Queensland si eliminarono 48.951 emu, 40.944 corvi, 7.093 gazze 45.456 uova di emu, in quanto questi uccelli, nutrendosi dei frutti dell'Opuntia contribuivano alla diffusione delle infestanti piante.

La soluzione al problema venne attraverso la ricerca di un controllo biologico, al principio di questo secolo. Più di 150 specie di insetti che si alimentavano di Opuntia nelle sue zone di origine, gli Stati Uniti meridionali, furono presi in considerazione in test di laboratorio, e varie decine provate sul campo, senza grandi esiti. Nel 1914 un piccolo numero di larve della Cactoblastis cactorum, un lepidottero di origine argentina fu portato in Australia. Sfortunatamente le larve morirono prima di poter verificare l'effettività della loro azione.

Nel 1926 una nuova popolazione, composta da 2.750 uova di Cactoblastis, fu introdotta nell'isola dove, nel giro di 4 anni e in condizioni naturali, diedero origine a tre miliardi di uova, i quali furono distribuiti su di un'area maggiore. Le larve di Cactoblastis agiscono mangiando la pianta scavandola dall'interno; una colonia di larve ed è in grado di eliminare una grande pianta in poche settimane e 3 o 4 pale di Opuntia bastano ad una larva per svilupparsi completamente. Una volta che in una zona i cactus sono stati distrutti, la maggior parte degli insetti muore per mancanza di nutrimento, mentre i lepidotteri più resistenti riescono a raggiungere nuove piante, dove deporre le uova.
Per il 1930 il problema della O. stricta si era risolto con successo. 
Questo caso è spesso ricordato come un intervento di controllo biologico eseguito con successo.